# Bela Bach
Bela Bach (née le 30 septembre 1990 à Magdebourg) est une femme politique allemand membre du Parti social-démocrate d'Allemagne (SPD) et députée au Bundestag.

## Biographie
Après avoir obtenu son diplôme de fin d'études secondaires à Munich en 2010, Bela Bach a étudié le droit à l'université Louis-et-Maximilien de Munich jusqu'en 2018. Depuis 2018, Bela Bach est doctorante à l'université d'Innsbruck. Elle est membre du SPD depuis 2007. De 2009 à 2019, Bela Bach a été membre du comité exécutif du SPD Munich-Land, et de 2015 à 2019, elle a été présidente du comité exécutif. Depuis 2014, elle est membre du conseil municipal de Planegg et du conseil d'arrondissement de Munich. Le 4 février 2020, elle a succédé à Martin Burkert au Bundestag.
Au Bundestag allemand, M. Bach est membre de la commission des pétitions et de la commission des transports et des infrastructures numériques. Elle est membre adjointe de la commission de l'environnement, de la conservation de la nature et de la sécurité nucléaire.
Bela Bach travaille comme interprète et traductrice à temps partiel.